# Ernst Wabra
Ernst Wabra (* 31. März 1907 in Chemnitz; † 4. November 1970 in Berlin) war ein deutscher Widerstandskämpfer gegen den Nationalsozialismus und Politiker (SED) in der DDR.

## Leben
Der Sohn einer Arbeiterfamilie erlernte nach dem Besuch der Volksschule den Beruf eines Eisenhoblers. Er arbeitete zunächst in einer Reparaturwerkstatt für Schreibmaschinen, dann als Strecken- und Bauarbeiter bei der Deutschen Reichsbahn. Wabra trat 1923 in den Kommunistischen Jugendverband Deutschlands (KJVD) ein. Ab 1930 war er Mitglied der KPD und wurde 1932 in die Reichsleitung des KJVD gewählt.
Während des Nationalsozialismus wurde Wabra im August 1934 in Hamburg verhaftet. Am 27. August 1935 wurde er vom Volksgerichtshof wegen „Vorbereitung zum Hochverrat“ zu einer fünfzehnjährigen Gefängnisstrafe verurteilt und in das Zuchthaus Waldheim überstellt.

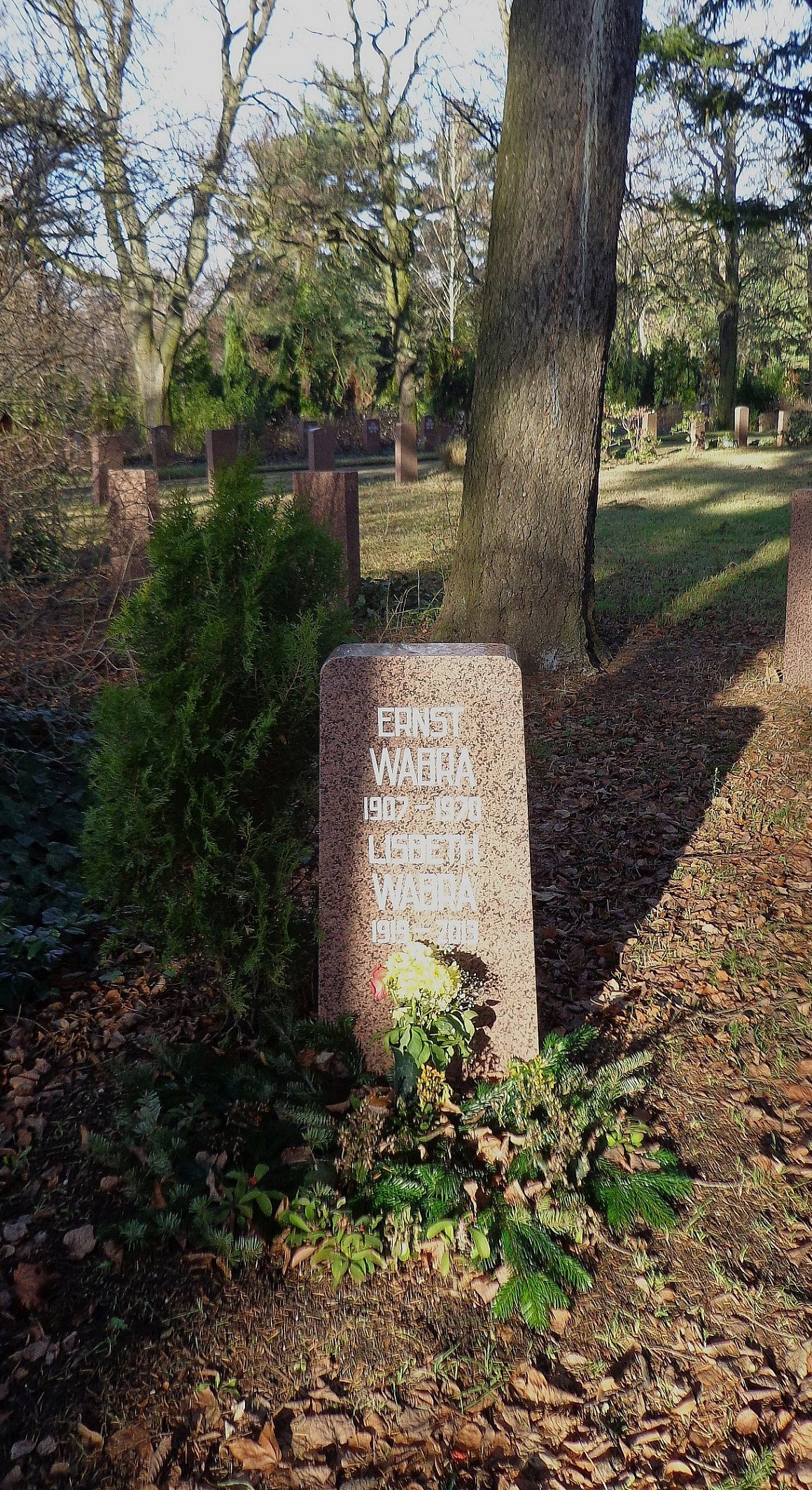
Grabstätte

Nach seiner Befreiung wurde Wabra am 6. Juni 1945 erster Polizeipräsident von Chemnitz. Diese Funktion übte er bis zum 31. Dezember 1945 aus, als er auf Vermittlung Hermann Materns zum verantwortlichen Sekretär der Agit-Prop-Abteilung der KPD-Bezirksleitung ernannt wurde. Zudem gehörte er zwischen 1945 und 1952 dem sächsischen Landesvorstand der KPD/SED an. Innerhalb der Landeskontrollkommission (LKK) Sachsen war er der Vertrauensmann der SED und für die Personalüberprüfungen zuständig. Zwischen 1950 und 1955 absolvierte Wabra ein Fernstudium an der Parteihochschule Karl Marx. Ab März 1953 war er stellvertretender Vorsitzender und von November 1954 bis 1961 als Nachfolger des zum Minister aufgestiegenen Fritz Lange kommissarischer Leiter der Zentralen Kommission für Staatliche Kontrolle (ZKSK). In der Funktion als Leiter dieser einem Ministerium gleichgestellten Kommission gehörte er auch dem Ministerrat der DDR an. Innerhalb der Kommission erschien Wabra pro-aktionistisch und kompromisslos. Dennoch wurde ihm der Vorsitz der Kommission nie vollständig übertragen: Er behielt die Leitung nur kommissarisch, bis er im November 1961 durch Hans Jendretzky abgelöst wurde.
Von 1961 bis 1962 war er Stellvertreter des Chefs der Bezirksbehörde der Deutschen Volkspolizei (BDVP) Karl-Marx-Stadt. Seine letzte Funktion von August 1962 bis 1970 war die eines Stellvertreters des Leiters der Zollverwaltung der DDR für Wirtschaftsfragen im Rang eines Zollinspekteurs.
Seine Urne wurde in der Grabanlage Pergolenweg des Berliner Zentralfriedhofs Friedrichsfelde beigesetzt.

## Auszeichnungen und Ehrungen
- 6. Mai 1955 Vaterländischer Verdienstorden in Silber und 1965 in Gold
- 1958 und 1967 Orden Banner der Arbeit
- Im Chemnitzer Stadtteil Hutholz ist die Ernst-Wabra-Straße nach ihm benannt.